# Iota Gruis

Iota Gruis

Iota Gruis (90 Gruis) é uma estrela na direção da constelação de Grus. Possui uma ascensão reta de 23h 10m 21.43s e uma declinação de −45° 14′ 47.9″. Sua magnitude aparente é igual a 3.88. Considerando sua distância de 185 anos-luz em relação à Terra, sua magnitude absoluta é igual a 0.11. Pertence à classe espectral K0III SB.